# 18-я авеню (линия Калвер, Ай-эн-ди)
|   |   |   |   |   |   |   |
| · | · | · | · | · | · | · |

|   |   |   |   |   |   |   |
| · | · | · | · | · | · | · |

«18-я авеню» (англ. 18th Avenue) — станция Нью-Йоркского метрополитена, расположенная на линии Калвер, Ай-эн-ди. Станция находится в Бруклине, в округе Боро-Парк, на пересечении 18-й авеню с Макдональд авеню. На станции останавливаются маршруты F (круглосуточно) и <F> (в часы пик в пиковом направлении).

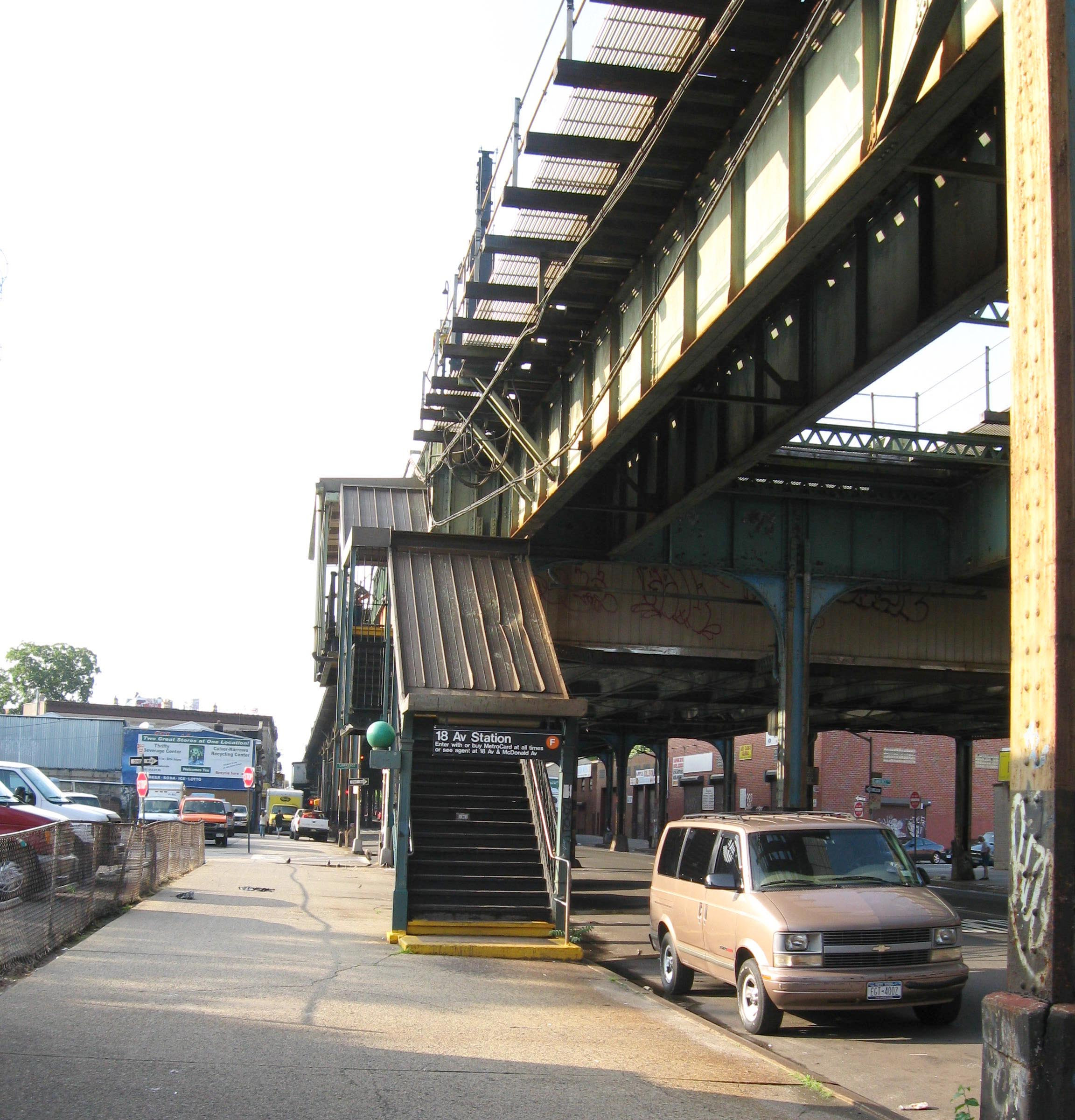
Выход со станции

Станция расположена на трёхпутном участке линии и представлена двумя островными платформами. Для регулярного движения используются только внешние (локальные) пути — центральный экспресс-путь не используется с 1976 года: именно тогда из-за многочисленных жалоб было прекращено экспресс-сообщение по линии. Станция обладает навесом на всём протяжении платформ.
Станция имеет два выхода. Каждый из них представлен эстакадным мезонином под платформами, где расположен турникетный павильон и многочисленными лестницами. Между платформами существует бесплатный проход (через мезонин). Круглосуточно открыт только выход, расположенный в северной части платформ. Он приводит к южным углам перекрестка 18-й авеню с Макдональд авеню. Второй выход представлен только полноростовыми турникетами и приводит на Макдональд авеню между Лоуренс и Парквилл авеню.
К северу от станции имеются съезды между путями, не использующиеся для маршрутного движения. К тому же эта станция была запечатлена в двух американских довольно-таки известных фильмах: Двойной КОПец с Брюсом Уиллисом и Помни меня с Робертом Паттинсоном.